# Järvensaari (ö i Kymmenedalen)
Järvensaari är en ö i Finland. Den ligger i sjön Tyllinjärvi och i kommunerna Miehikkälä och Vederlax i den ekonomiska regionen  Kotka-Fredrikshamn  och landskapet Kymmenedalen, i den södra delen av landet, 160 km öster om huvudstaden Helsingfors. Öns area är 0,6 hektar och dess största längd är 140 meter i nord-sydlig riktning.